# Airport Simulator 2019
Airport Simulator 2019 ist ein Einzelspieler-Simulationsspiel, das Teil der Airport-Simulator-Serie ist. Es wurde von Toplitz Productions entwickelt und für Microsoft Windows am 31. Mai 2018 sowie für Xbox One und PlayStation 4 am 15. August 2018 veröffentlicht. Das Spiel versetzt den Spieler in die Position des neuen Managers eines großen internationalen Flughafens, mit dem Ziel, diesen zu entwickeln und auszubauen, ähnlich wie Airport Tycoon.

## Spielprinzip
Zu Beginn erhält der Spieler eine Garage mit drei Flughafenfahrzeugen: einen Bus, einen Flughafenschlepper und einen Tankwagen mit etwas Geld. Bei einer festen Anzahl von Flügen pro Tag besteht die Aufgabe darin, ein Fahrzeug (mit Unterschieden untereinander wie Geschwindigkeit und Abfertigung) über den Flughafen zu fahren, um sie zum Flugzeug zu bringen. Der Arbeitstag endet, wenn alle Passagiere befördert wurden. Von dort aus kann für jedes Fahrzeug Personal eingestellt werden, das das Fahren und Arbeiten übernimmt. Sowohl Personal als auch Fahrzeuge (die beschädigt werden oder deren Treibstoff ausgehen kann) können im Laufe des Spiels aufgerüstet werden.